# ریمون اوسنی موریرا لاگه
ریمون اوسنی موریرا لاگه (به پرتغالی: Ramón Osni Moreira Lage) هافبک اهل برزیل است که در شهر Nova Era و در تاریخ ۲۴ مهٔ ۱۹۸۸ به دنیا آمده‌است.
ریمون اوسنی موریرا لاگه در تیم‌های فوتبال اتلتیکو مینیرو سابقهٔ حضور دارد.